# Final del Grand Prix de patinaje artístico sobre hielo 2013-2014
La final del Grand Prix de patinaje artístico sobre hielo de 2013 fue una competición internacional de la temporada 2013-2014, con la que culminaron las series del Grand Prix de las categorías Sénior y Júnior en las disciplinas de patinaje individual femenino y masculino, patinaje en parejas y danza sobre hielo  Tuvo lugar en Fukuoka, Japón entre el 5 y el 8 de diciembre de 2013.

## Participantes

### Categoría Sénior
Los participantes en los eventos de la serie del Grand Prix Skate America, Skate Canada, Copa de China, Trofeo NHK, Trofeo Éric Bompard, y Copa Rostelecom acumularon puntos según su clasificación final en estas competiciones. Los seis patinadores o equipos con el mayor número de puntos se clasificaron para la final.
|            | Patinaje individual masculino              | Patinaje individual femenino | Patinaje en parejas                     | Danza sobre hielo                    |
| ---------- | ------------------------------------------ | ---------------------------- | --------------------------------------- | ------------------------------------ |
| 1          | Patrick Chan                               | Mao Asada                    | Tatiana Volosozhar / Maksim Trankov     | Meryl Davis / Charlie White          |
| 2          | Tatsuki Machida                            | Yulia Lipnítskaya            | Aliona Savchenko / Robin Szolkowy       | Tessa Virtue / Scott Moir            |
| 3          | Yuzuru Hanyu                               | Ashley Wagner                | Pang Qing / Tong Jian                   | Yekaterina Bobrova / Dmitri Solovióv |
| 4          | Maksim Kovtun                              | Anna Pogorílaya              | Kirsten Moore-Towers / Dylan Moscovitch | Nathalie Péchalat / Fabian Bourzat   |
| 5          | Daisuke Takahashi no compitió              | Adelina Sótnikova            | Meagan Duhamel / Eric Radford           | Kaitlyn Weaver / Andrew Poje         |
| 6          | Han Yan                                    | Yelena Radionova             | Peng Cheng / Zhang Hao                  | Anna Cappellini / Luca Lanotte       |
| Sustitutos |                                            |                              |                                         |                                      |
| 1st        | Nobunari Oda Reemplazó a Daisuke Takahashi | Akiko Suzuki                 | Sui Wenjing / Han Cong                  | Yelena Ilinyj / Nikita Katsalápov    |
| 2nd        | Adam Rippon                                | Carolina Kostner             | Stefania Berton / Ondrej Hotarek        | Maia Shibutani / Alex Shibutani      |
| 3rd        | Jason Brown                                | Gracie Gold                  | Vera Bazárova / Yuri Lariónov           | Madison Chock / Evan Bates           |

## Categoría Júnior
Los patinadores que habían cumplido 13 años antes del 1 de julio de 2013 y menores de 19 o menores de 21 años en el caso de patinadores varones en las disciplinas de patinaje de parejas o danza sobre hielo pudieron competir en la serie del Grand Prix Júnior de 2013 y conseguir puntos según su posición en la clasificación general. Los seis participantes con más puntos en cada disciplina se clasificaron para la final.
|            | Patinaje individual masculino | Patinaje individual femenino       | Patinaje en parejas                           | Danza sobre hielo                   |
| ---------- | ----------------------------- | ---------------------------------- | --------------------------------------------- | ----------------------------------- |
| 1          | Nathan Chen                   | Yevguéniya Medvédeva               | Yu Xiaoyu / Jin Yang                          | Anna Yanóvskaya / Serguéi Mozgov    |
| 2          | Keiji Tanaka                  | Polina Edmunds                     | Lina Fiódorova / Maksim Miroshkin             | Kaitlin Hawayek / Jean-Luc Baker    |
| 3          | Jin Boyang                    | Aleksandra Proklova                | Maria Vigalova / Egor Zakroev                 | Lorraine McNamara / Quinn Carpenter |
| 4          | Adian Pitkeyev                | Karen Chen No compitió             | Kamilla Gainetdínova / Iván Bich              | Betina Popova / Yuri Vlasenko       |
| 5          | Alexander Petrov              | Maria Sotskova                     | Vasilisa Davankova / Andréi Deputat           | Alexandra Nazárova / Maxim Nikitin  |
| 6          | Ryuju Hino                    | Serafima Sajanovich                | Yvguenia Tarasova / Vladimir Morozov          | Rachel Parsons / Michael Parsons    |
| Sustitutos |                               |                                    |                                               |                                     |
| 1          | Mikhail Kolyada               | Angela Wang Reemplazó a Karen Chen | Madeline Aaron / Max Settlage                 | Madeline Edwards / Zhao Kai Pang    |
| 2          | Zhang He                      | Elizabet Turzynbáeva               | Arina Cherniávskaya / Antonino Souza-Kordyeru | Alla Lobodá / Pavel Drozd           |
| 3          | Shoma Uno                     | Riona Kato                         | Oksana Nagalati / Maksim Bobrov               | Daria Morozova / Mijáil Zhirnov     |

## Resultados (categoría Sénior)

### Patinaje individual masculino
| Clasificación | Nombre          | País                                  | Puntuación total | Programa corto | Programa corto | Programa libre | Programa libre |
| ------------- | --------------- | ------------------------------------- | ---------------- | -------------- | -------------- | -------------- | -------------- |
| 1             | Yuzuru Hanyu    | Bandera de Japón                      | 293,25           | 1              | 99,84          | 1              | 193,41         |
| 2             | Patrick Chan    | Bandera de Canadá                     | 280,08           | 2              | 87,47          | 2              | 192,61         |
| 3             | Nobunari Oda    | Bandera de Japón                      | 255,96           | 3              | 80,94          | 3              | 175,02         |
| 4             | Tatsuki Machida | Bandera de Japón                      | 236,03           | 6              | 65,66          | 4              | 170,37         |
| 5             | Maksim Kovtun   | Bandera de Rusia                      | 233,24           | 5              | 68,92          | 5              | 164,32         |
| 6             | Yan Han         | Bandera de la República Popular China | 232,55           | 4              | 77,75          | 6              | 154,80         |

### Patinaje individual femenino
| Clasificación | Nombre            | País                      | Puntuación total | Programa corto | Programa corto | Programa libre | Programa libre |
| ------------- | ----------------- | ------------------------- | ---------------- | -------------- | -------------- | -------------- | -------------- |
| 1             | Mao Asada         | Bandera de Japón          | 204,02           | 1              | 72,36          | 1              | 131,66         |
| 2             | Yulia Lipnitskaya | Bandera de Rusia          | 192,07           | 4              | 66,62          | 2              | 125,45         |
| 3             | Ashley Wagner     | Bandera de Estados Unidos | 187,61           | 3              | 68,14          | 3              | 119,47         |
| 4             | Yelena Radionova  | Bandera de Rusia          | 183,02           | 5              | 64,38          | 4              | 118,64         |
| 5             | Adelina Sotnikova | Bandera de Rusia          | 173,30           | 2              | 68,38          | 6              | 104,92         |
| 6             | Anna Pogorilaya   | Bandera de Rusia          | 171,88           | 6              | 59,81          | 5              | 112,07         |

### Patinaje en parejas
| Clasificación | Nombre                                  | País                                  | Puntuación total | Programa corto | Programa corto | Programa libre | Programa libre |
| ------------- | --------------------------------------- | ------------------------------------- | ---------------- | -------------- | -------------- | -------------- | -------------- |
| 1             | Aliona Savchenko / Robin Szolkowy       | Bandera de Alemania                   | 227,03           | 2              | 79,46          | 1              | 147,57         |
| 2             | Tatiana Volosozhar / Maksim Trankov     | Bandera de Rusia                      | 223,83           | 1              | 82,65          | 2              | 141,18         |
| 3             | Pang Qing / Tong Jian                   | Bandera de la República Popular China | 213,98           | 3              | 75,40          | 3              | 138,58         |
| 4             | Peng Cheng / Zhang Hao                  | Bandera de la República Popular China | 197,37           | 5              | 68,87          | 4              | 128,50         |
| 5             | Meagan Duhamel / Eric Radford           | Bandera de Canadá                     | 193,38           | 4              | 73,07          | 6              | 120,31         |
| 6             | Kirsten Moore-Towers / Dylan Moscovitch | Bandera de Canadá                     | 189,11           | 6              | 68,77          | 5              | 120,34         |

### Danza sobre hielo
| Clasificación | Nombre                               | País                      | Puntuación total | Danza corta | Danza corta | Danza libre | Danza libre |
| ------------- | ------------------------------------ | ------------------------- | ---------------- | ----------- | ----------- | ----------- | ----------- |
| 1             | Meryl Davis / Charlie White          | Bandera de Estados Unidos | 191,35           | 1           | 77,66       | 1           | 113,69      |
| 2             | Tessa Virtue / Scott Moir            | Bandera de Canadá         | 190,00           | 2           | 77,59       | 2           | 112,41      |
| 3             | Nathalie Péchalat / Fabian Bourzat   | Bandera de Francia        | 169,11           | 5           | 66,63       | 3           | 102,48      |
| 4             | Yekaterina Bobrova / Dmitri Soloviev | Bandera de Rusia          | 166,72           | 3           | 68,90       | 4           | 97,82       |
| 5             | Kaitlyn Weaver / Andrew Poje         | Bandera de Canadá         | 165,04           | 4           | 67,68       | 5           | 97,36       |
| 6             | Anna Cappellini / Luca Lanotte       | Bandera de Italia         | 156,58           | 6           | 61,57       | 6           | 95,01       |

## Resultados (categoría júnior)

### Patinaje individual masculino Júnior
| Clasificación | Nombre           | País                                  | Puntuación total | Programa corto | Programa corto | Programa libre | Programa libre |
| ------------- | ---------------- | ------------------------------------- | ---------------- | -------------- | -------------- | -------------- | -------------- |
| 1             | Jin Boyang       | Bandera de la República Popular China | 218,73           | 5              | 68,42          | 1              | 150,31         |
| 2             | Adian Pitkeyev   | Bandera de Rusia                      | 216,24           | 2              | 72,24          | 2              | 144,00         |
| 3             | Nathan Chen      | Bandera de Estados Unidos             | 214,61           | 3              | 71,52          | 3              | 143,09         |
| 4             | Keiji Tanaka     | Bandera de Japón                      | 205,71           | 1              | 73,63          | 4              | 132,08         |
| 5             | Aleksandr Petrov | Bandera de Rusia                      | 198,63           | 4              | 70,92          | 5              | 127,71         |
| 6             | Ryuju Hino       | Bandera de Japón                      | 182,39           | 6              | 58,56          | 6              | 123,83         |

### Patinaje individual femenino Júnior
| Clasificación | Nombre              | País                      | Puntuación total | Programa corto | Programa corto | Programa libre | Programa libre |
| ------------- | ------------------- | ------------------------- | ---------------- | -------------- | -------------- | -------------- | -------------- |
| 1             | Maria Sotskova      | Bandera de Rusia          | 176,75           | 1              | 61,29          | 1              | 115,46         |
| 2             | Serafima Sajanovich | Bandera de Rusia          | 172,86           | 2              | 60,56          | 3              | 112,30         |
| 3             | Yevguenia Medvedeva | Bandera de Rusia          | 163,68           | 3              | 58,75          | 5              | 104,93         |
| 4             | Polina Edmunds      | Bandera de Estados Unidos | 161,71           | 5              | 48,20          | 2              | 113,51         |
| 5             | Aleksandra Proklova | Bandera de Rusia          | 157,77           | 4              | 51,27          | 4              | 106,50         |
| 6             | Angela Wang         | Bandera de Estados Unidos | 131,58           | 6              | 44,69          | 6              | 86,89          |

### Patinaje en parejas júnior
| Clasificación | Nombre                              | País                                  | Puntuación total | Programa corto | Programa corto | Programa libre | Programa libre |
| ------------- | ----------------------------------- | ------------------------------------- | ---------------- | -------------- | -------------- | -------------- | -------------- |
| 1             | Yu Xiaoyu / Jin Yang                | Bandera de la República Popular China | 163,52           | 1              | 61,10          | 2              | 102,42         |
| 2             | Maria Vigalova / Egor Zakroev       | Bandera de Rusia                      | 161,57           | 3              | 55,07          | 1              | 106,50         |
| 3             | Lina Fedorova / Maxim Miroshkin     | Bandera de Rusia                      | 156,55           | 2              | 58,58          | 3              | 97,97          |
| 4             | Evgenia Tarasova / Vladimir Morozov | Bandera de Rusia                      | 152,01           | 4              | 54,91          | 4              | 97,10          |
| 5             | Vasilisa Davankova / Andrei Deputat | Bandera de Rusia                      | 151,02           | 5              | 54,82          | 5              | 96,20          |
| 6             | Kamilla Gainetdinova / Ivan Bich    | Bandera de Rusia                      | 140,65           | 6              | 48,40          | 6              | 92,25          |

### Junior ice dance
| Clasificación | Nombre                               | País                      | Puntuación total | Danza corta | Danza corta | Danza libre | Danza libre |
| ------------- | ------------------------------------ | ------------------------- | ---------------- | ----------- | ----------- | ----------- | ----------- |
| 1             | Anna Yanovskaya / Serguéi Mozgov     | Bandera de Rusia          | 152,48           | 1           | 63,71       | 1           | 88,77       |
| 2             | Kaitlin Hawayek / Jean-Luc Baker     | Bandera de Estados Unidos | 139,42           | 2           | 58,05       | 2           | 81,37       |
| 3             | Lorraine McNamara / Quinn Carpenter  | Bandera de Estados Unidos | 135,89           | 3           | 55,14       | 3           | 80,75       |
| 4             | Betina Popova / Yuri Vlasenko        | Bandera de Rusia          | 129,47           | 4           | 52,50       | 4           | 76,97       |
| 5             | Aleksandra Nazarova / Maksim Nikitin | Bandera de Ucrania        | 123,17           | 5           | 51,32       | 5           | 71,85       |
| 6             | Rachel Parsons / Michael Parsons     | Bandera de Estados Unidos | 116,60           | 6           | 46,11       | 6           | 70,49       |